# Markus Pfeiffer
Markus Pfeiffer (* 1967 in Stuttgart) ist ein deutscher Schauspieler, Synchronsprecher sowie Hörspiel- und Hörbuchsprecher. Bekannt wurde er vor allem als Synchronsprecher von Colin Farrell im Film Alexander sowie als die Stimme von James Franco in 127 Hours und Tom Cruise in Mission: Impossible – Phantom Protokoll.

## Leben
Pfeiffer wuchs im Freiburger Umkreis auf. Nachdem er 1989 nach Hamburg gezogen war, besuchte er dort bis 1992 das Schauspielstudio Hildberg Frese und arbeitete dann am Altonaer Theater. Seine bekanntesten Auftritte als Schauspieler hatte er in den Krimi-Serien Tatort, Ein Fall für Zwei und in diversen Serien. Nebenbei betätigte er sich auch als Hörspiel- und Hörbuchsprecher. Zwischen Februar 2007 und Juni 2017 spielte er die Hauptrolle des Matthias Faller in Die Fallers – Die SWR Schwarzwaldserie, bis er den Serientod starb.
Inzwischen arbeitet Pfeiffer vorzugsweise als Synchronsprecher und lieh des Öfteren Adrien Brody, Colin Farrell sowie Luke Wilson seine Stimme. Auch in bekannten Fernsehserien ist er zu hören, so sprach er beispielsweise als Don Keefer (Thomas Sadoski) in The Newsroom, Henry Ian Cusick in Lost (2006–2010), Sharif Atkins als Dr. Michael Gallant in Emergency Room – Die Notaufnahme (2002–2006), als Special Agent Clinton Jones in White Collar (seit 2011), als Crosby Braverman für Dax Shepard in Parenthood (seit 2010) und seit 2011 Alex O’Loughlin als ehemaliger Marineoffizier Steve McGarrett in der Neuauflage der Krimiserie Hawaii Five-0. Ebenso lieh er James Franco die Stimme im Bergsteiger-Drama 127 Hours (2011) und Tom Cruise in Mission: Impossible – Phantom Protokoll (2011).
In der Computerspiel-Reihe The Witcher übernahm er in den Teilen The Witcher 2: Assassins of Kings (2011) & The Witcher 3: Wild Hunt (2015) die Sprechrolle des Protagonisten Geralt von Riva.
Von 2019 bis 2021 sprach er, unter der Regie von Kim Jens Witzenleiter, die Hauptrolle des Scott Gibson in der Hörspiel-Thriller-Reihe „Die Prüfung“.
Außerdem ist er die deutsche Synchronstimme für Laurence Fox als DS James Hathaway in der englischen Krimi-Serie Lewis – Der Oxford Krimi. Von 2015 bis 2018 sprach er Raza Jaffrey in der Rolle des Dr. Neal Hudson in der Serie Code Black. Außerdem spricht er seit dem Film Ant-Man Paul Rudd in der Rolle des Scott Lang im Marvel Cinematic Universe.
Von Dezember 2019 (Folge 3297) bis August 2020 (Folge 3431) verkörperte Pfeiffer die Rolle des Dirk Baumgartner in der ARD-Telenovela Sturm der Liebe.

## Filmografie
- 1992: Verkehrsgericht (Fernsehserie, 1 Folge)
- 1995: Zwischen Tag und Nacht (Fernsehserie)
- 1995: Tot auf Halde (Fernsehfilm)
- 1995–1996: Jede Menge Leben (Fernsehserie, alle Folgen)
- 1995: Inseln unter dem Wind (Fernsehserie, 1 Folge)
- 1995: Das größte Fest des Jahres – Weihnachten bei unseren Fernsehfamilien (Fernsehfilm)
- 1998: T.V. Kaiser (Fernsehserie, 2 Folgen)
- 1999: Wolken über dem Paradies
- 1999: Zwei Männer am Herd (Fernsehserie, 22 Folgen)
- 1999: Die Wache (Fernsehserie, 1 Folge)
- 1998–1999: Ein Fall für zwei (Fernsehserie, 2 Folgen, verschiedene Rollen)
- 1999: Alphateam – Die Lebensretter im OP (Fernsehserie, 1 Folge)
- 2000: Anke (Fernsehserie, Folge: Anke, mein Partner ist im Bett ’ne Null)
- 2000: Herzschlag – Das Ärzteteam Nord (Fernsehserie, 6 Folgen)
- 2001: Für alle Fälle Stefanie (Fernsehserie, 2 Folgen)
- 2001: Lindenstraße (Fernsehserie, 1 Folge)
- 2001: Shadowman (Kurzfilm)
- 2002: 2 Fläschchen (Kurzfilm)
- 2002: Die Couch–Cowboys (Fernsehserie, Folge Nervensägen)
- 2004: Verbotene Liebe (Fernsehserie, 18 Folgen)
- 2005: Küstenwache (Fernsehserie, Folge: Wettlauf gegen die Zeit)
- 2005: Um Himmels Willen (Fernsehserie, 3 Folgen)
- 2007: Tatort: Engel der Nacht (Fernsehreihe)
- 2007–2017: Die Fallers – Die SWR Schwarzwaldserie (Fernsehserie, 427 Folgen)
- 2017: Genius (Fernsehserie, 1 Folge)
- 2018: Beck is back! (Fernsehserie, 1 Folge)
- 2018: Oskar – Gehen, wenn’s am schönsten ist
- 2019: Gute Zeiten, schlechte Zeiten (Fernsehserie, 2 Folgen)
- 2019–2020: Sturm der Liebe (Fernsehserie, 134 Folgen)
- 2020–2024: Die Rosenheim-Cops (Fernsehserie, 2 Folgen, verschiedene Rollen)
- 2020–2025: Aktenzeichen XY … ungelöst (Fernsehreihe, 2 Folgen, verschiedene Rollen)
- 2022: Hubert ohne Staller (Fernsehserie, 1 Folge)

## Synchronrollen (Auswahl)
Adrien Brody
| - 1999: Oxygen als Harry - 2005: The Jacket als Jack Starks - 2007: Darjeeling Limited als Peter Whitman - 2008: Brothers Bloom als Bloom - 2009: Splice – Das Genexperiment als Clive Nicoli - 2010: The Experiment als Travis - 2010: Predators als Royce - 2010: Wrecked – Ohne jede Erinnerung als Mann - 2012: Empire of War – Der letzte Widerstand als Theodore Harold White | - 2013: Detachment als Henry Barthes - 2013: Dritte Person als Scott - 2014: American Heist als Frankie Kelly - 2014: Grand Budapest Hotel als Dmitri Desgoffe und Taxis - 2014: Houdini als Harry Houdini - 2015: Backtrack – Tote vergessen nicht als Peter Bower - 2015: Dragon Blade als Tiberius - 2015: Septembers of Shiraz als Isaac - 2016: Manhattan Nocturne – Tödliches Spiel als Porter Wren |

| Colin Farrell - 1998: Falling for a Dancer als Daniel McCarthey - 2004: Alexander als Alexander - 2009: Triage als Mark Walsh - 2014: Fräulein Julie als John - 2014: Winter’s Tale als Peter Lake | Luke Wilson - 2007: Blonde Ambition als Ben Connelly - 2007: Motel als David Fox - 2008: Henry Poole – Vom Glück verfolgt als Henry Poole - 2012: Meeting Evil als John - 2014: The Skeleton Twins als Lance - 2019: Zombieland: Doppelt hält besser als Albuquerque |

| Sacha Baron Cohen - 2016: Der Spion und sein Bruder als Nobby - 2016: Alice im Wunderland: Hinter den Spiegeln als Zeit - 2020: The Trial of the Chicago 7 als Abbie Hoffman - 2021: Luca als Onkel Ugo | Paul Rudd - 2015: Ant–Man als Scott Lang/Ant–Man - 2016: The First Avenger: Civil War als Scott Lang/Ant-Man - 2018: Ant-Man and the Wasp als Scott Lang/Ant-Man - 2019: Avengers: Endgame als Scott Lang/Ant-Man - 2023: Ant-Man and the Wasp: Quantumania als Scott Lang/Ant-Man - 2023: Teenage Mutant Ninja Turtles: Mutant Mayhem als Mondo Gecko |

### Filme
- 1997: Neon Genesis Evangelion: The End of Evangelion – Akira Ishida als Kaworu Nagisa
- 2002: Sherlock – James D’Arcy als Sherlock Holmes
- 2005: Shooting Dogs – Hugh Dancy als Joe Connor
- 2005: Colditz – Flucht in die Freiheit – Tom Hardy als 2nd Lt. Jack Rose
- 2005: Liebe findet ein Zuhause – James Tupper als Henry Klein
- 2006: Little Children – Patrick Wilson als Brad Adamson
- 2006: Liebe löst den Schmerz – James Tupper als Henry Klein
- 2006: Der Teufel trägt Prada – Daniel Sunjata als James
- 2007: Across the Universe – Jim Sturgess als Jude
- 2008: Bachna Ae Haseeno – Liebe auf Umwegen – Kunal Kapoor als Joginder Singh Ahluwali
- 2008: 21 – Jim Sturgess als Ben Campbell
- 2008: 50 Dead Men Walking – Der Spitzel – Jim Sturgess als Martin
- 2008: Passengers – Patrick Wilson als Eric
- 2009: Dead Man Running – Curtis „50 Cent“ Jackson als Mr. Thigo
- 2009: Brüno – Sacha Baron Cohen als Brüno
- 2009: So gut wie tot – Dead Like Me: Der Film – Henry Ian Cusick als Cameron Kane
- 2009: The Legend of Goemon – Yōsuke Eguchi als Goemon
- 2009: Legion – Paul Bettany als Michael
- 2009: Hangover – Bryan Callen als Eddie Palermo
- 2010: Und dann der Regen – También la Iluvia – Gael García Bernal als Sebastián
- 2010: 127 Hours – James Franco als Aron Ralston
- 2010: Shutter Island – Mark Ruffalo als Chuck Aule
- 2010: Familie wider Willen – Dan Payne als Bill
- 2011: Mission: Impossible – Phantom Protokoll – Tom Cruise als Ethan Hunt
- 2011: The Loneliest Planet – Gael García Bernal als Alex
- 2011: Zwei an einem Tag – Jim Sturgess als Dexter Mayhew
- 2011: In guten Händen – Hugh Dancy als Dr. Mortimer Granville
- 2011: Priest – Paul Bettany als Priester
- 2011: Headhunters – Aksel Hennie als Roger Brown
- 2011: Man lebt nur einmal – Zindagi Na Milegi Dobara – Hrithik Roshan als Arjun Saluja
- 2012: ¡No! – Adiós, Señor Pinochet – Gael García Bernal als René Saavedra
- 2012: Freelancers – Curtis „50 Cent“ Jackson als Malo
- 2012: Abraham Lincoln Vampirjäger – Benjamin Walker als Abraham Lincoln
- 2013: Die Unfassbaren – Now You See Me – Mark Ruffalo als Dylan Rhodes
- 2013: Pioneer – Aksel Hennie als Petter
- 2013: Turbo – Kleine Schnecke, großer Traum – Bill Hader als Guy Gagné
- 2014: 10.0 Earthquake – Henry Ian Cusick als Jack
- 2014: Rurouni Kenshin 2: Kyoto Inferno – Yōsuke Eguchi als Hajime Saito
- 2014: Rurouni Kenshin 3: The Legend Ends – Yōsuke Eguchi als Hajime Saito
- 2014: Cuban Fury – Echte Männer tanzen – Kayvan Novak als Bejan
- 2016: Yoga Hosers – Johnny Depp als Guy Lapointe
- 2016: The Choice – Bis zum letzten Tag – Benjamin Walker als Travis
- 2019: Es Kapitel 2 – Andy Bean als Stanley Uris
- 2019: Ad Astra – Zu den Sternen – Loren Dean als Donald Stanford
- 2019: Auf der Couch in Tunis – Jamel Sassi als Imam Fares
- 2019: Doctor Sleeps Erwachen – Zackary Momoh als David Stone
- 2020: Der Fall Richard Jewell – Niko Nicotera als Dave Dutchess

### Serien
- 2003–2005, 2012: Navy CIS – Rudolf Martin als Ari Haswari
- 2003–2006: Emergency Room – Die Notaufnahme – Sharif Atkins als Dr. Michael Gallant
- 2004: Sex and the City – Jason Lewis als Jerry „Smith“ Jerrod
- 2004–2008: The Shield – Gesetz der Gewalt – Kenny Johnson als Det. Curtis „Lemonhead“ Lemansky
- 2005: Gungrave – Kenji Hamada als Harry MacDowell (jung)
- 2005–2006, 2013–2014: LazyTown – Magnús Scheving als Sportacus
- 2006: Ghost Whisperer – Stimmen aus dem Jenseits – Matt Champagne als Bob Mittleman
- 2006–2007: Charmed – Zauberhafte Hexen – Jason Lewis als Dex Lawson
- 2006–2008: Cold Case – Kein Opfer ist je vergessen – Kenny Johnson als Joseph
- 2006–2010: Lost – Henry Ian Cusick als Desmond David Hume
- 2006–2015: Lewis – Der Oxford Krimi – Laurence Fox als James Hathaway
- 2007: Ghost Whisperer – Stimmen aus dem Jenseits – Michael Landes als Kyle McCall
- 2007–2009: Sea Patrol – Jeremy Lindsay Taylor als Peter „Pete“ Tomaszewski
- 2007–2011: My Name Is Earl – Jason Lee als Earl Hickey
- 2007–2011: Ugly Betty – Eric Mabius als Daniel Meade
- 2008–2009: One Tree Hill – Michael Trucco als Cooper Lee
- 2008–2009, 2012: Dr. House – Kal Penn als Dr. Lawrence Kutner
- 2009: Code Geass: Lelouch of the Rebellion – Mitsuaki Madono als Kaname Ougi
- 2009–2010: Bleach – Noriaki Sugiyama als Uryū Ishida
- 2009–2010: Fullmetal Alchemist – Kazuki Yao als Lieutenant Yoki
- 2010: Ghost Whisperer – Stimmen aus dem Jenseits – David Julian Hirsh als Brian
- 2010–2012: Lie to Me – Brendan Hines als Eli Loker
- 2011–2012: Grey’s Anatomy – Daniel Sunjata als Pfleger Eli
- 2011–2013: Good Wife – Dallas Roberts als Owen Cavanaugh
- 2011–2015: White Collar – Sharif Atkins als Clinton Jones
- 2011–2020: Hawaii Five-0 – Alex O’Loughlin als Lt. Cmdr. Steve McGarrett
- 2012: True Justice – Warren Christie als Brett Radner
- 2012–2015: The Newsroom – Thomas Sadoski als Don Keefer
- 2012–2015: Parenthood – Dax Shepard als Crosby Braverman
- 2013: Camelot – Clive Standen als Gawain
- 2013–2014: Sons of Anarchy – Kenny Johnson als Kozik
- 2013–2014: Alphas – Warren Christie als Cameron Hicks
- 2013, 2015: Scandal – Henry Ian Cusick als Stephen Finch
- 2013–2018: Vikings – Clive Standen als Rollo
- 2014–2015: Fullmetal Alchemist: Brotherhood – Kazuki Yao als Yoki
- 2014–2016: About a Boy – David Walton als Will
- 2014–2019: Silicon Valley – Martin Starr als Bertram Gilfoyle
- 2015: Battle Creek – Kal Penn als Fontanelle White
- 2015–2016: The Blacklist – Edi Gathegi als Matias Solomon
- 2015–2020: The 100 – Henry Ian Cusick als Ratsvorsitzender Marcus Kane
- 2016: Legends of Tomorrow – Falk Hentschel als Carter Hall/Hawkman
- 2016: Nobel – André Jerman als Kristoffer Abel
- 2016–2017: Hooten & the Lady – Michael Landes als Hooten
- 2017: Tabula Rasa – Peter Van Den Begin als Vronsky
- 2017: The Blacklist: Redemption – Edi Gathegi als Matias Solomon
- seit 2017: Family Guy – Sean Kenin als Tom Cruise
- 2017–2023: The Good Doctor als Dr. Marcus Andrews (Hill Harper)
- 2018–2021: Final Space – Fred Armisen als KVN
- 2019–2022: Dead to Me – James Marsden als Steve Wood/Ben Wood
- 2019: The Passage- das Erwachen Henry Ian Cusick als Dr. Jonas Lear
- 2019–2020: The Crown – Tobias Menzies als Prinz Philip
- 2020–2022: Stargirl (Fernsehserie)
- 2020–2022: The Wilds – David Sullivan als Daniel Faber
- 2022–2024: Navy CIS: Hawaiʻi – Sharif Atkins als Norman Gates alias Boom-Boom

### Videospiele
- 2007: Assassin’s Creed als Altaïr Ibn-La’Ahad
- 2009: Assassin’s Creed II als Ezio Auditore[7]
- 2010: Assassin’s Creed: Brotherhood als Ezio Auditore
- 2011: Assassin’s Creed: Revelations als Altaïr Ibn-La’Ahad  und Ezio Auditore
- 2011: The Witcher 2: Assassins of Kings als Geralt von Riva
- 2015: The Witcher 3: Wild Hunt als Geralt von Riva

## Hörspiele (Auswahl)
- 2009: Gruselkabinett 35 – Das Schloss des weißen Lindwurms als Adam Salton
- 2016: Foster 5 – Die Hexe als Buck[8]
- 2019: Oliver Dörings Phantastische Geschichten 1 – Jori als Jean
- 2019: Die Prüfung – Vaterliebe – als Scott Gibson (Hauptrolle)[9]
- 2020: Chroniken des Grauens – als Dagon
- 2020: Die Prüfung – Journalismus – als Scott Gibson[10]
- 2020: Die Prüfung – Justiz – als Scott Gibson[11]
- 2021: Die Prüfung – Finale – als Scott Gibson[12]

## Hörbücher (Auswahl)
- 2013: Heinrich Harrer: Sieben Jahre in Tibet, der Hörverlag, ISBN 978-3-8445-1084-3 (Hörbuch-Download)
- 2015: Irvin D. Yalom: Und Nietzsche weinte, der Hörverlag, ISBN 978-3-8445-2211-2 (Roman, Hörbuch-Download)
- 2020: John Strelecky: Was ich gelernt habe: Erkenntnisse für ein glückliches Leben (Audible)